# دفلوج
دِفْلوج هو الجنس الأكبر من الأميبا المفصصة المغدفة وهو واحد من عدة مجموعات من الأنبوبيات داخل مجموعة حقيقيات النوى الفائقة أميبيات. تنتج أنواع الأميبا المفصصة المغدفة أصدافًا من جزيئات معدنية أو عناصر بيوجيونية (مثل محارة ديتومية ). ينتشر الدفلوج في المناقع وموائل المياه العذبة الأخرى.

## معرض الصور

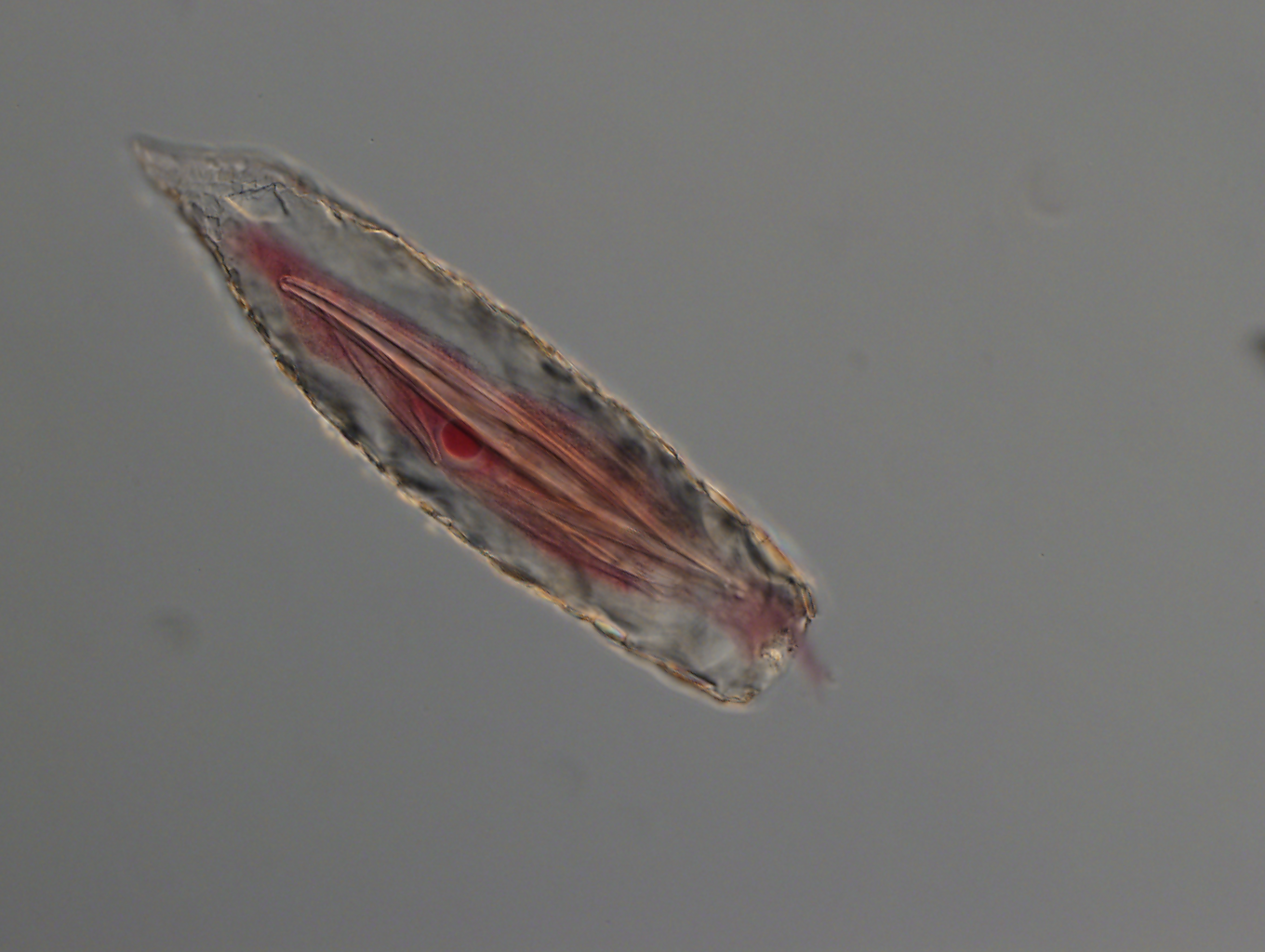
Difflugia_scalpellum
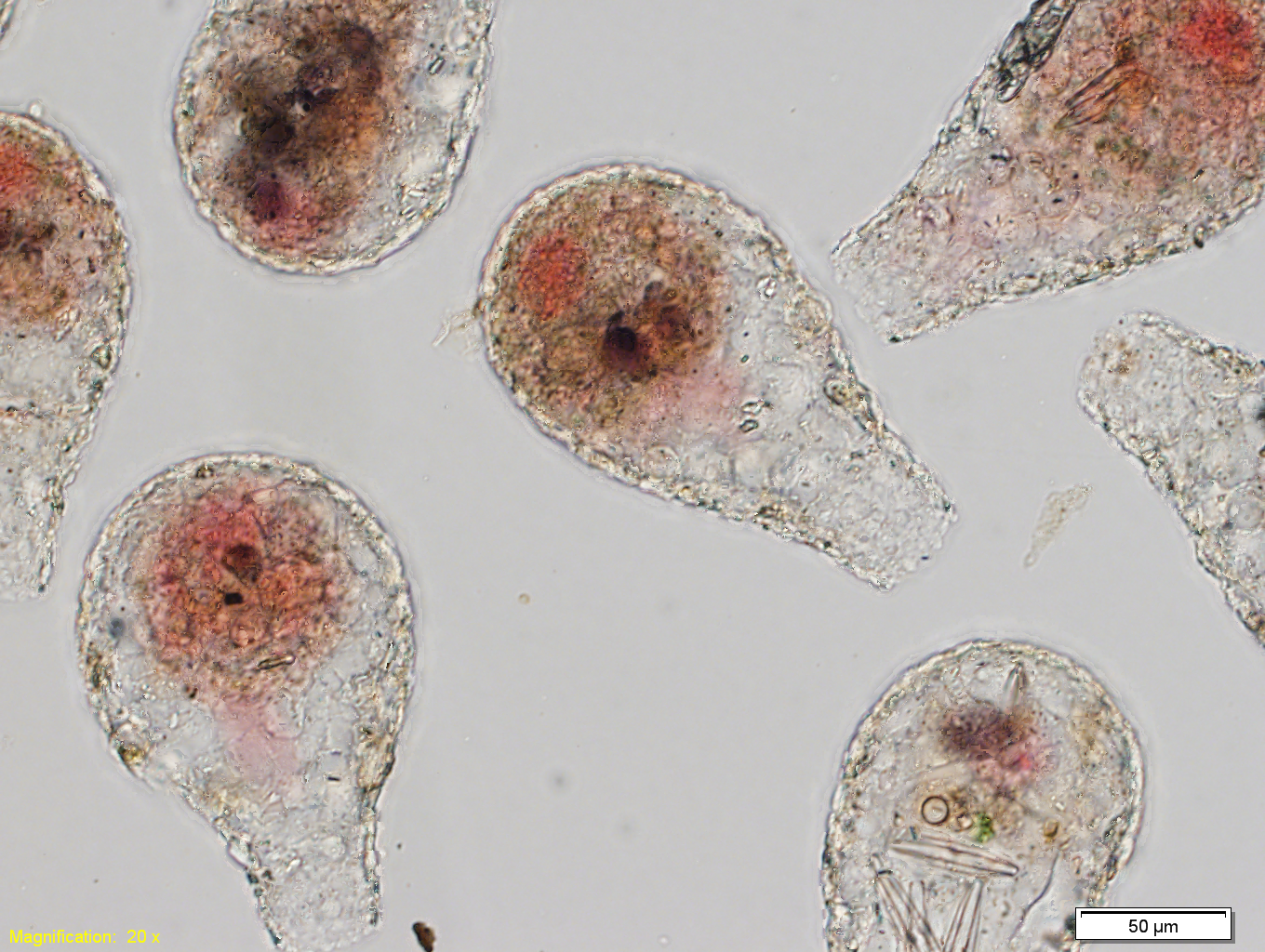
Difflugia pyriformis